# Murat Bay
Die Murat Bay ist eine Bucht an der Küste von South Australia, Australien, rund 400 km von Port Augusta und 500 km von Eucla entfernt gelegen. Die fast kreisförmige Bucht ist nach Süden zur Großen Australischen Bucht geöffnet. Ihr Eingang zwischen dem Cape Thevenard im Osten und der Küste im Westen ist rund fünfeinhalb Kilometer breit. Die Bucht ist etwas mehr als sechs Kilometer tief und bis zu etwas mehr als neun Kilometer breit. Im Südosten wird die Bucht durch eine schmale, drei Kilometer lange Halbinsel abgeschlossen und von der anschließenden Bosanquet Bay getrennt. Zusammen mit dieser ist die Murat Bay Teil der größeren Denial Bay, die sich zwischen den rund 13 Kilometer entfernten Cape Beaufort und Cape Vivonne sowie der vorgelagerten St. Peter Island erstreckt.
Im Osten der Murat Bay liegt das Städtchen Ceduna, auf der Halbinsel der Ort Thevenard mit seinem Hafen, der aber außerhalb der Murat Bay liegt. Im Nordwesten befindet sich der kleine Ort Denial Bay, seit den 1840er Jahren die erste Ansiedlung in der Region von Ceduna. Die Bucht kann über den Eyre Highway und den Flinders Highway erreicht werden. In Thevenard enden diverse Güterstrecken der Eisenbahngesellschaft Genesee and Wyoming Australia, auf denen vor allem Gips angeliefert wird.
Erstmals von einem Europäer entdeckt und kartographiert wurde die Murat Bay im Jahr 1802 vom Entdecker Matthew Flinders, als dieser die Südküste des australischen Kontinents erkundigte. Im gleichen Jahr gelangte Nicolas Baudin anlässlich seiner sogenannten Baudin-Expedition auf einem Schiff, der Korvette Géographe, in die Bucht und benannte sie nach Jocham Murat (1767–1815), einem französischen Marschall. Nach ihm ist auch das Murat-Hospital in Ceduna benannt.
Denial Bay diente in den Anfangsjahren als Umschlagplatz für die Produkte der lokalen Farmer auf Schiffe. Bei Ebbe wurden die Waren mit Wagen auf eine Plattform gefahren; bei Flut wurde das Ladegut von der jetzt von Wasser umgebenen Plattform auf die Schiffe verladen.
Die Bucht ist ein bedeutendes Gebiet für die australische Austernzucht. Es wird auch Fischfang betrieben, und in die Bucht kommen zahlreiche Touristen um Freizeitsport zu betreiben, die in Ceduna oder Thevenard Unterkunft finden.